# Karl Jäger

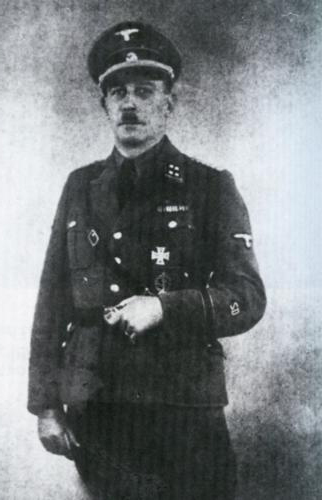
Karl Jäger (1937/1938)

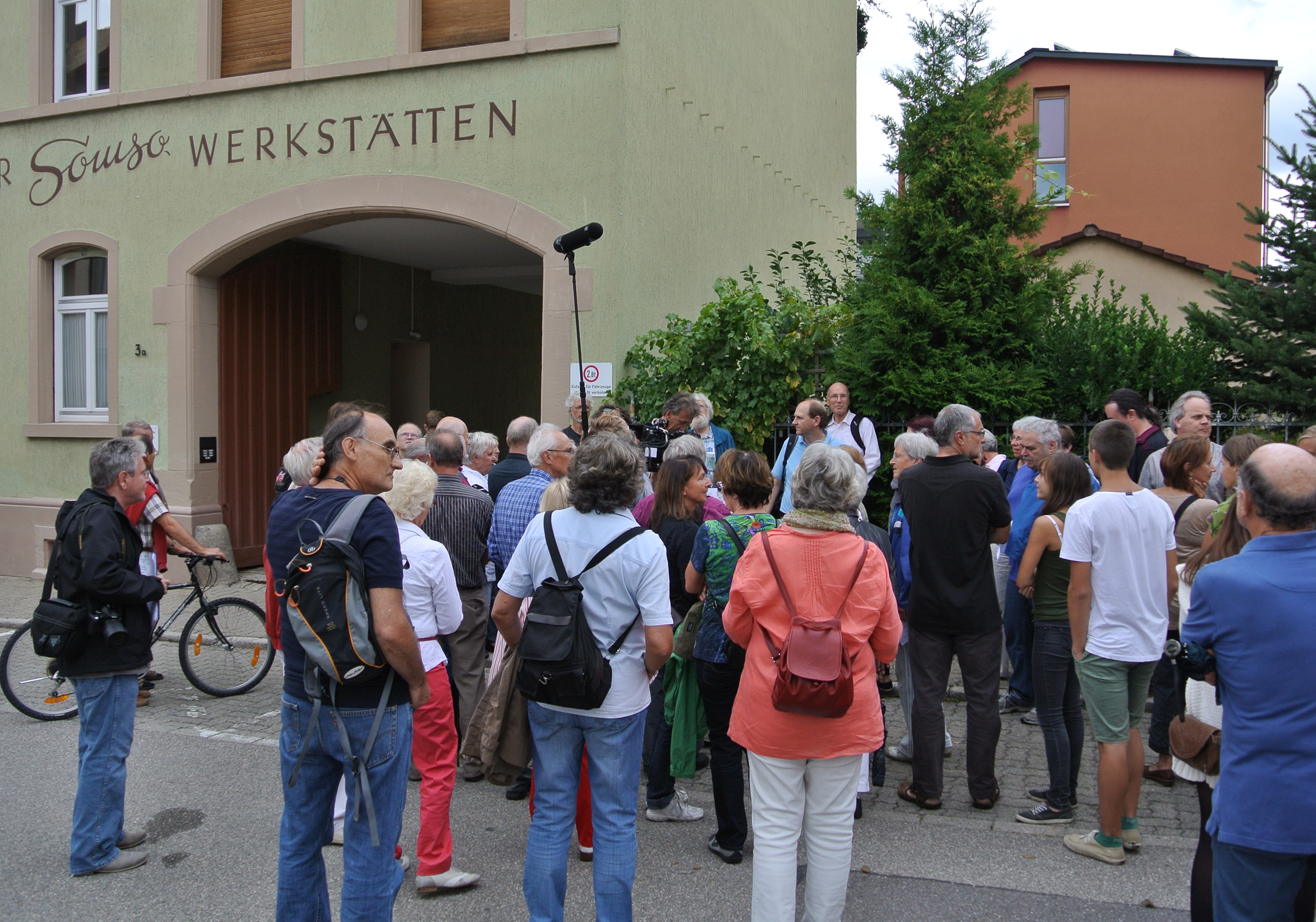
Besichtigung des ehemaligen Wohnhauses von Karl Jäger in Waldkirch im Rahmen des „Tages des unbequemen Denkmals“ 2013

Karl Jäger (* 20. September 1888 in Schaffhausen, Schweiz; † 22. Juni 1959 im Gefängnis Festung Hohenasperg) war ein deutscher SS-Funktionär in der Zeit des Nationalsozialismus und ein Täter des Holocaust. Er war seit 1940 SS-Standartenführer, Leiter des SD-Abschnitts Münster, Führer des Einsatzkommandos 3 in Litauen und Polizeipräsident von Reichenberg im Reichsgau Sudetenland.

## Herkunft
Karl Jäger wurde am 20. September 1888 im schweizerischen Schaffhausen geboren. Im Alter von drei Jahren kam er nach Waldkirch im Breisgau, wohin sein Vater als Musikschullehrer und Dirigent der Stadtmusik berufen worden war. Er nahm am Ersten Weltkrieg teil und erhielt mehrere Auszeichnungen. 1914 heiratete Jäger, der gelernter Orchestrionmacher war, Emma Weber, die Tochter des örtlichen Orchestrionherstellers. Später wurde er Mitinhaber und technischer Leiter der Orchestrionfabrik Weber.

## Karriere im Nationalsozialismus
Im Jahr 1923 gründete er die Ortsgruppe Waldkirch-Breisgau der NSDAP (Mitgliedsnummer 30.988), nach Neugründung der NSDAP trat er ihr erneut zum 1. November 1930 bei (Mitgliedsnummer 359.269). Nach 1933 zählte er daher als „alter Kämpfer“ und wegen dieser Aktivitäten erhielt er nach eigener Aussage den Spitznamen „Waldkircher Hitler“. Als die Orchestrionfabrik im Zuge der Weltwirtschaftskrise 1931 in Konkurs ging, wurde Jäger arbeitslos. Er weigerte sich nach eigener Aussage angeblich, von der von ihm verachteten Weimarer Republik Arbeitslosenunterstützung zu beziehen. In den Jahren der Arbeitslosigkeit zehrte er sein ganzes Vermögen auf. In dieselbe Zeit fiel auch die Trennung von seiner Frau Emma; die Ehe wurde allerdings erst im Jahre 1940 geschieden.
1932 wurde Jäger in die SS (SS-Nummer 62.823) aufgenommen. Am 1. Mai 1938 wurde er zum SS-Führer im SD-Hauptamt ernannt und 1939 als Leiter des SD-Abschnitts Münster eingesetzt.

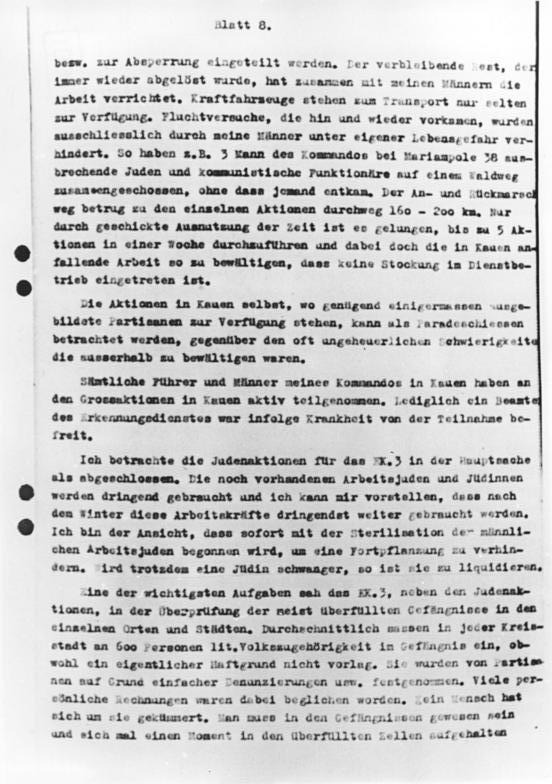
Eine Seite aus dem Bericht von Jäger

### Bei den Einsatzgruppen der Sicherheitspolizei und des SD in Litauen
Im Zweiten Weltkrieg wurde Jäger nach einer zeitweiligen Verwendung in den besetzten Niederlanden im Juni 1941 zum Führer des Einsatzkommandos 3 ernannt, das mit Beginn des Krieges gegen die Sowjetunion im Verband der Einsatzgruppe A im Raum Litauen eingesetzt wurde.
Seit dem 23. September 1941 war er Kommandeur der Sicherheitspolizei und des SD für das Generalkommissariat Litauen mit Dienstsitz in Kaunas. Seine Dienststelle bestand einschließlich der Dolmetscher aus 141 Personen, die durch litauische Hilfspolizei unterstützt wurden. Bekannt wurde er durch den sogenannten Jäger-Bericht vom 1. Dezember 1941, in dem er detailliert die Zahl der getöteten Juden, aber auch Geisteskranken, Roma und weiteren, zur Gesamtsumme von 138.272 aufzählte:

„Ich kann heute feststellen, dass das Ziel, das Judenproblem für Litauen zu lösen, vom EK. 3 erreicht worden ist. In Litauen gibt es keine Juden mehr, ausser den Arbeitsjuden incl. ihrer Familien.
Das sind

in Schaulen ca. 4.500

in Kauen000"015.000

in Wilna 000"015.000.
Diese Arbeitsjuden incl. ihrer Familien wollte ich ebenfalls umlegen, was mir jedoch scharfe Kampfansage der Zivilverwaltung (dem Reichskommissar) und der Wehrmacht eintrug und das Verbot auslöste: Diese Juden und ihre Familien dürfen nicht erschossen werden! Das Ziel, Litauen judenfrei zu machen, konnte nur erreicht werden durch die Aufstellung eines Rollkommandos mit ausgesuchten Männern unter der Führung des SS-Obersturmführers Hamann, der sich meine Ziele voll und ganz aneignete und es verstand, die Zusammenarbeit mit den litauischen Partisanen und den zuständigen zivilen Stellen zu gewährleisten.“

Sein Einsatz für die SS und die Ziele des Nationalsozialismus und den dazugehörigen Massenmord an den Juden wurde von seinen Vorgesetzten lobend gewürdigt. So erhielt er vom Reichsführer SS Heinrich Himmler 1937/38 den Totenkopfring der SS und später den Ehrendegen des Reichsführers SS. Von Hitler wurde ihm das Kriegsverdienstkreuz 2. Klasse und 1. Klasse mit Schwertern verliehen. Wegen seiner zunehmenden Unfähigkeit den Posten so auszufüllen, wie es vom Reichsführer der SS, Heinrich Himmler erwartet wurde, erfolgte am 2. August 1943 seine kurzfristige Ablösung. Als sein Nachfolger wurde der bisherige Stellvertreter, Heinrich Schmitz eingesetzt, der aus dem Einsatzkommando 3 kommend, zugleich KdS für Litauen war.

### Polizeipräsident von Reichenberg
Am 24. Mai 1944 wurde Jäger zum kommissarischen Polizeipräsidenten von Reichenberg im Reichsgau Sudetenland bestellt.

## Nach dem Krieg
Nach Kriegsende arbeitete Jäger offen, ohne seinen Namen zu verschleiern, als Landarbeiter in Wiesenbach bei Heidelberg. Später lebte er bis zu seiner Verhaftung auf dem Kümmelbacher Hof bei Neckargemünd. Gesucht wurde er von amerikanischen Fahndungsbehörden schon 1948 wegen Mordes. Aber erst im April 1959 konnte er identifiziert und verhaftet werden. Die eingeleiteten Ermittlungen gegen ihn führten zur Festnahme mehrerer weiterer SS-Offiziere aus seinem unmittelbaren Einsatzbereich 1941 bis 1943 in Litauen. Vor Gericht gestellt wurde Jäger jedoch nicht, da er sich während der Untersuchungshaft im Gefängnis auf der Festung Hohenasperg am 22. Juni 1959 erhängte.

## Mahnmal in Waldkirch
Anfang 2017 wurde in Waldkirch ein Mahnmal für die unter Karl Jägers Verantwortung im Jahr 1941 ermordeten Menschen in Litauen errichtet. Das aus fünf steinernen Stelen von Bildhauer Thomas Friedrich geschaffene Denkmal ergänzen Texttafeln, welche die historischen Ereignisse erläutern. Ein Gedicht der Waldkircher Lyrikerin Eva-Maria Berg richtet sich fragend an die Nachgeborenen: „Wo stehen wir / wo stehst du / was tust du fortan / du an deinem Platz / wenn Menschen aufgrund von / Aussehen Glauben Denken / in Frage gestellt werden / was tust du um entgegenzuwirken / mit deiner Kraft / da du gefragt bist du.“